# Стив Перегрин Тук
Стив Перегрин Тук (англ. Steve Peregrin Took; настоящее имя Стивен Росс Портер, англ. Stephen Ross Porter; 28 июля 1949 — 27 октября 1980) — английский музыкант-мультиинструменталист и автор песен. Наиболее известен своим участием в дуэте Tyrannosaurus Rex с Марком Боланом. После разрыва с Боланом он сосредоточился на своей собственной деятельности по написанию песен, как в качестве сольного исполнителя, так и в качестве фронтмена нескольких групп.

## Карьера

### Ранняя жизнь (1949—1967) и Tyrannosaurus Rex (1967—1969)
Стивен Росс Портер родился в Элтеме, Лондон, 28 июля 1949 года, и учился в школе Shooters Hill. Своё сценическое имя Стивен взял от персонажа Перегрина Тука, хоббита, из романа Дж. Р. Р. Толкина «Властелин колец». В возрасте 17 лет, поиграв несколько месяцев на барабанах в мод-группе Waterproof Sparrows. Затем он откликнулся на рекламу Tyrannosaurus Rex в Melody Maker, электрической группы, которую Марк Болан сформировал после своего ухода из John’s Children. После одного провального концерта в Electric Garden в Лондоне, Болан и Тук сократили группу до дуэта, где Болан играл на акустической гитаре, а Тук — на бонго. Тук был вынужден продать свою полную барабанную установку, чтобы заплатить за аренду до того, как начнётся оплата за концерты.
Продвигаемые Джоном Пилом на радио, они выступали в клубах и на сценах, а затем и в музыкальных магазинах. Артисты выпустили три альбома, а два хита попали в ТОП-40. Тук отметился бэк-вокальными партиями, которые более заметны в живых записях, чем на студийных. Играл на бонгах, африканских барабанах, казу, пиксифоне и китайском гонге. Аранжировки Тука способствовали становлению музыки Болана из простого рок-н-ролла, которым она была раньше, в экзотическую смесь музыкальных стилей, призванную привлечь новую аудиторию Болана — хиппи. Ближе к концу своего пребывания в группе, когда Болан начал возвращаться к электрогитаре, Тук вернулся к полной ударной установке, а также сыграл несколько партий бас-гитары.
Продюсер группы Тони Висконти приписал Туку большую часть звука и успеха Tyrannosaurus Rex. В интервью документальному фильму «Марк Болан: Последнее слово» Висконти высказал мнение, что: «Марк и Стив были настоящим партнёрством 50:50. Стив был замечательным музыкантом, умел играть на многих инструментах. Он играл на перкуссии, мог взять в руки бас или обычную гитару. Он также иногда играл партии виолончели. И его бэк-вокал тоже был великолепен».
Тук писал песни сам. И в начале 1969 года, когда запись третьего LP Tyrannosaurus Rex, Unicorn, была только что завершена, он предложил Болану исполнять часть его собственного материала, но Болан отказался. К этому времени их образ жизни находился в прямом противоречии. Болан спокойно жил с будущей женой Джун Чайлд, в то время как Тук быстро налаживал связи с «революционными» андеграундными группами, такими как The Deviants и The Pretty Things. Отношения сильно ухудшались — Болан едва терпел употребление наркотиков Туком, и Стив Манн вспоминал, что было ясно, что они «искренне ненавидят друг друга».
Кроме того, дружба Тука с кумиром Болана Сидом Барреттом также развивалась благодаря их общему интересу как к ЛСД, так и к «странным музыкальным шумам». Мик Фаррен в своих мемуарах «Дай анархисту сигарету» вспоминал, что Тук «таскал за собой ошеломлённого Сида Барретта» на события в Лэдброк-Гроув в конце 1960-х. Тук оставался другом Барретта вплоть до 1970-х годов. Тук работал с Сидом Барреттом над неизданными треками «Ramadan». Находясь в Tyrannosaurus Rex, Тук также выступал в качестве бэк-вокалиста на сессии Дэвида Боуи, результаты которой можно услышать на сессионном альбоме BBC Bowie at the Beeb.
В конце концов, Тук пожертвовал две свои песни — «Three Little Piggies» и «The Sparrow Is A Sign» — для сольного альбома бывшего барабанщика Tomorrow и Pretty Things Твинка 1969 года Think Pink. Перед первым туром Tyrannosaurus Rex по Америке Болан и его руководство уведомили Тука, что они уволят его после завершения тура. Ещё одним фактором, способствовавшим этому, стал инцидент на вечеринке, посвящённой запуску британского издания журнала Rolling Stone, когда приготовленные для этого мероприятия кувшины с пуншем были наполнены галлюциногеном STP. Тук уже заработал себе прозвище «The Phantom Spiker» (которому он радовался) благодаря предыдущим подобным розыгрышам. Болан сильно пострадал от веществ, подсыпанных в напиток, и считал Тука главным подозреваемым.
Тук по контракту был обязан отправиться в тур по США, но подобное было ему не по душе, и он пытался справиться с этим, принимая наркотики. Кроме того, акустический дуэт был омрачен громкими электрическими выступлениями, за которые им выставляли счета. Чтобы противостоять этому, он использовал стиль шок-рока Игги Попа. Как Тук объяснил NME в 1972 году: «Я снял рубашку на Сансет-Стрип, где мы играли, и хлестал себя до тех пор, пока все не заткнулись. С ремнем, понимаете, немного крови, и весь Лос-Анджелес заткнется. „Что происходит, чувак, какой-то псих напал на себя на сцене“. Я имею в виду, что у Игги был такой же базовый подход». Это позволило руководству впоследствии заявить, что причиной увольнения стало поведение Тука на сцене. Болан заменил Тука на Микки Финна, а после ещё одного альбома переименовал дуэт в T. Rex, который снова расширился до полноценной группы.

### Pink Fairies (1969—1970)
После увольнения Боланом Тук вместе с Твинком и Миком Фарреном, которого недавно выгнали из его собственной группы The Deviants, сформировал прототип Pink Fairies. Эта группа была названа в честь одноименного питейного клуба, который все трое создали ранее в том же году вместе с другими корифеями андеграундной сцены. Вместе с девушкой Твинка, Сильвой Дарлинг, они выступили в Манчестерском университете в октябре 1969 года, который Фаррен позже назвал «не столько концертом, сколько затяжной речью», которая быстро превратилась в хаос. Тук принял участие в записи первого сольного альбома Фаррена Mona — The Carnivorous Circus (записан в декабре 1969 г., выпущен в 1970). Затем Твинк и другие бывшие участники Deviants сформировали новую группу под названием Pink Fairies, без Тука и Фаррена.

### Shagrat (1970—1971)
В феврале 1970 года Фаррен и Тук наняли гитариста Ларри (или «Лазза») Уоллиса и басиста Тима Тейлора из своей андеграундной группы Entire Sioux Nation. Месяц спустя Фаррен бросил учёбу, оставив Тука в роли руководителя группы впервые в своей карьере. С добавлением барабанщика Фила Ленуара была сформирована группа Shagrat (названная в честь орка из «Властелина колец»). Они записали три трека: «Peppermint Flickstick», «Boo! I Said Freeze» и «Steel Abortion» в Strawberry Studios и отыграли вживую на фестивале Phun City перед уходом Ленуара и Тейлора. Тук и Уоллис продолжили с барабанщиком Дэйвом Бидвеллом, репетируя с различными басистами и в конечном итоге сформировав акустическое трио: Тук на вокале и гитаре, Уоллис на акустическом басу и Бидвелл на бубне. Этот состав записал набор из как минимум четырех домашних демо: «Amanda», «Strange Sister», «Still Yawning Deadborn» и «Beautiful Deceiver» в домашней студии отца Уоллиса в Южном Лондоне, который в 1990-х годах будет объединён с более ранней электрической студийной сессией для выпуска винила ограниченным тиражом, а затем и CD-альбома в 2001 году.
Позже Уоллис возглавил Pink Fairies для их LP Kings of Oblivion, существенно изменив звучание и стиль группы. Он и Тук снова работали вместе через разные промежутки времени в 1972, 1975—1976 и 1977 годах.

### Сольный акустический исполнитель (1971—1972).
Поскольку Уоллис и Бидвелл в остальном были привержены UFO и Savoy Brown соответственно, акустический Шаграт был фактически сокращен до того, что Тук сам исполнял соло на акустической гитаре, обычно сидя на табурете, перемежая свои песни шутками и другими сценическими монологами. В этом формате Тук добился определенных успехов как живой исполнитель. «Tookie» часто появлялся в слотах поддержки Hawkwind и Pink Fairies, привлекая внимание британской музыкальной прессы и даже выступая в прямом эфире в программе Стива Брэдшоу «Breakthrough» на BBC Radio London. В декабре 1971 года он возглавил трёхдневный мини-тур по юго-западу Англии.
Он также выступал на различных благотворительных мероприятиях, в том числе на благотворительном мероприятии Nasty Balls для журнала Nasty Tales (редакторы которого, в том числе Фаррен, предстали перед судом за непристойность), а также на фестивале Campaign for Nuclear Disarmament 1972 года в Олдермастоне. Рассказ Стива был перепечатан Чарльзом Шааром Мюрреем в его книге «Выстрелы с бедра». В своей статье для NME в 1972 году Мюррей описал Тука и его сценическое выступление: «Большинство людей знают, кто такой Стив Перегрин Тук, но мало кто знает, чем он занимается. Еще несколько знают его как несколько странную фигуру, которая материализуется на концертах, вооруженная только гитарой Epiphone, и исполняет произвольный набор песен, рэпов, шуток и всего остального, что приходит ему в голову».
В это время Тука также часто можно было увидеть участвующим в джем-сейшнах во время выхода на бис на концертах Hawkwind и Pink Fairies. Его вклад в эти джемы заключался в роли третьего барабанщика, а также однажды он играл на бас-гитаре в «Pinks», заменяя Дункана Сандерсона.

### Менеджмент Тони Секунды (1972—1973)
В 1972 году к Туку обратился Тони Секунда, недавно уволенный с должности менеджера T. Rex, с целью взыскания гонораров, причитающихся Туку за время его работы в Tyrannosaurus Rex. Выйдя из этих переговоров, Секунда стал менеджером Тука, чтобы привести его к славе назло Болану. Первоначально Тук попытался перезаписать как сингл песню «Amanda» с акустической сессии Shagrat 1971 года (вместе с двумя другими треками, Blind Owl Blues и Mr Discrete) с помощью ритм-секции Pink Fairies Сандерсона и Рассела Хантера, чья группа временно прекратила свое существование после ухода Пола Рудольфа. Во время этой сессии бывший гитарист Junior’s Eyes и Дэвида Боуи Мик Уэйн был нанят в качестве гитариста.
Однако ни один из этих треков так и не был завершен из-за того, что Уэйн позже описал как «мышление, вызванное наркотиками». Уэйн, Сандерсон и Хантер сформировали новое воплощение Pink Fairies. Уэйн был быстро вытеснен Уоллисом, что привело к эпохе Kings of Oblivion. Тогда Тук и Секунда применили другой подход.
Тук переехал в подвальную квартиру под офисом Секунды в Mayfair, которую он устроил как живую студию звукозаписи, чтобы в свободное время демонстрировать материал. Квартира быстро стала магнитом для музыкантов андеграундной сцены, которые участвовали в записи во время посещения Тука. Как и старые коллеги из Hawkwind и Pink Fairies, Секунда сообщил, что Тука навещал Сид Барретт, который в то время жил в Кембридже, но вскоре переедет обратно в Лондон. Судя по рассказу Секунды, вполне вероятно, что Барретт присутствует на записях, сделанных в квартире Туком и его друзьями.
Основные моменты сессионных лент были в конечном итоге выпущены Cleopatra Records в 1995 году под названием The Missing Link To Tyrannosaurus Rex. Новая версия акустической песни Shagrat 1971 года «Beautiful Deceiver» указана на компакт-диске как «Syd’s Wine», а гитарные и другие звуки отданы Crazy Diamond’у, что является отсылкой к треку Pink Floyd 1975 года «Shine On You Crazy Diamond», написанная в честь Барретта. Урезанные версии трека «Syd’s Wine» показывают второго гитариста в комнате и слышимые вокальные шумы.

### Различные проекты (1973—1976)
После разрыва с Секундой Тук работал с несколькими участниками Hawkwind, в первую очередь с Робертом Калвертом, Адрианом Вагнером и Ником Тёрнером. Тук должен был выступить на разогреве в отменённом туре Калверта «Captain Lockheed and the Starfighters». Он и Бидвелл сформировали как минимум две группы, первую с гитаристом Эйсуке Такахаси, вторую с гитаристом Хироси Като и будущим басистом Hawkwind Адрианом Шоу. Последний состав записал сессию из четырёх треков летом 1974 года, включая Flophouse Blues (ранее записанный дважды на сессиях 1972 года).
Некоторое время около 1975 года Тук жил в городах Кентербери и Маргит в графстве Кент, где взял в качестве своего менеджера местного музыканта и промоутера Леса Беста. Находясь там, Тук сформировал новую группу, Jolly Roger and the Crimson Gash, с Такахаси теперь на басу и двумя местными музыкантами, Брайаном Истом на барабанах и гитаристом по имени Фил. Эта группа выступала на местном уровне и записала как минимум четыре трека, спродюсированных Тернером в его домашней студии в Вестгейт-он-Си.

### Steve Took’s Horns (1976—1978)
К 1976 году Тук вернулся в Лондон и использовал название группы Steve Took’s Horns, названное так в честь кулона с рогами, который он обычно носил. К середине 1977 года он превратился в устойчивый состав, в который вошли Тревор Томс и Эрманно Гизио-Эрба, позже более известные фанатам Inner City Unit (ICU) как Джадж Трев и Дино Ферари.
Эта группа, которой руководил друг Тернера с юности Тони Ландау, записала сессию из трех студийных треков — It’s Over, Average Man и Woman I Need — в Pathway Studios 29 ноября 1977 года, прежде чем 18 июня 1978 года дать концерт в The Roundhouse, как часть «Nik Turner’s Bohemian Love-In». Тук почувствовал, что концерт прошёл плохо, и решил распустить группу. Сессия Pathway Studios будет выпущена на компакт-диске Cherry Red в 2004 году под названием «Blow It!!! The All New Adventures of Steve Took’s Horns», а на компакт-диске также представлены дубли, ремиксы и свежие записи двух других песен Took — Ooh My Heart и Too Bad, — которые Horns репетировали ещё в 1977—1978 годах.

### Участие в Inner City Unit (1979—1980)
Несмотря на распад, Steve Took’s Horns произвели впечатление на круг знакомых Тука. Ник Тернер, сначала пригласил Ghisio-Erba/Ferari в свою группу Sphynx для живого фестивального LP, записанного в августе того же года. В 1979 году включил партнёрство Thoms/Ghisio-Erba в свое новое подразделение Inner City.
Тук несколько раз принимал участие в ICU, воссоединяясь со своими старыми помощниками по Horns; последние зарегистрированные даты — 16 июня 1980 года в лондонском Music Machine и где-то около 21 июня 1980 года на фестивале Stonehenge Free Festival в Уилтшире — фестивале, который часто посещают другие «фестивальные группы», наиболее известные из которых — старая когорта Тука Ladbroke Grove Hawkwind. Существуют записи вышеупомянутого шоу Music Machine на бутлегах, а также выступления под открытым небом 6 мая 1980 года. Тем временем в садах Ноттинг-Хилл-Гейт, на обоих из которых можно услышать, как Тук исполняет ведущий вокал на кавере группой «The Beatles» песни Ларри Уильямса «Slow Down».

## Смерть
Тук умер в понедельник, 27 октября 1980 года, в доме 14 Clydesdale House, 255 Westbourne Park Road, Notting Hill, London, в возрасте 31 года, в мезонете, в котором жил с Биллиет и её маленькой дочерью. В результате вмешательства Беста, теперь снова менеджера Тука, периодически поступали чеки на гонорары за американские релизы Tyrannosaurus Rex 'Blue Thumb', и Тук получил один на той неделе. За день до своей смерти Тук купил морфин и галлюциногенные грибы для себя и Биллиет, а вечером перед смертью Тука они оба ввели себе морфин.
В свидетельстве о смерти Тука указано, что причиной смерти стало удушье после вдыхания коктейльной вишни. Наркотики не были указаны как сопутствующий фактор, хотя смерть Тука часто называют «несчастным случаем из-за наркотиков». Он был похоронен на кладбище Кенсал-Грин (площадь 103, в северо-западном квадранте заполненной дорожки вокруг Внутреннего круга).